# Vlag van Tintigny
De vlag van Tintigny is op 4 juni 2003 bij raadsbesluit vastgesteld als de vlag van de gemeente Tintigny in de Belgische provincie Luxemburg. De vlag kan als volgt worden beschreven:
Horizontaal verdeeld rood-geel met langs de broeking een witte driehoek geladen met een rode vlam.
De kleuren van de vlag en de vlam zijn ontleend aan die van het gemeentewapen.